# Похищенный (роман)
«Похищенный» (англ. Kidnapped) — историко-приключенческий роман британского писателя Роберта Льюиса Стивенсона, впервые опубликованный в 1886 году (в журнале Young Folks, затем отдельной книгой). Его продолжение, роман «Катриона», вышло в свет в 1893 году. Действие «Похищенного» построено вокруг реальных событий, происходивших в Шотландии в середине XVIII века, в центре повествования «Аппинское убийство», в числе персонажей реально жившие люди (один из них — Алан Брек Стюарт).
«Похищенный» считается одним из лучших произведений Стивенсона, он много раз экранизировался.

## Сюжет
Действие романа происходит в Шотландии в 1751 году. Повествование ведётся от лица Дэвида Бэлфура, молодого человека из старинного рода. После смерти родителей он отправляется в особняк Шос на острове Крамонд, которым владеет его дядя Эбенезер Бэлфур. Последний оказывается обедневшим скрягой. Он совсем не рад появлению племянника и сначала пытается убить его, а потом обманом заманивает на бриг «Завет». На борту корабля Дэвид становится пленником, его везут в Каролину, чтобы продать в рабство.
Вскоре на «Завете» появляется ещё один пассажир — Алан Брек Стюарт, которого подобрали с лодки. Он предлагает капитану крупную сумму денег, чтобы тот высадил его в Шотландии. Дэвид узнаёт, что моряки решили убить Алана ради грабежа, предупреждает его, и герои вдвоём вступают в бой. Капитан соглашается высадить в Шотландии обоих. В пути Аллан рассказывает, что он якобит родом из Аппина, и клянётся убить Колина Роя Кэмпбелла по прозвищу «Рыжий Лис», который управляет Аппином от имени короля. «Завет» садится на мель, Дэвид и Алан теряют друг друга в суматохе: первого выбрасывает на берег на островке Эррейд, второму и оставшимся в живых морякам удаётся добраться до острова Малл. Дэвид проводит несколько дней в одиночестве без еды и воды, прежде чем понимает, как можно попасть на большую землю. Он узнаёт, что Алан выжил, дважды избегает смертельной опасности при встречах с грабителями, скрывающимися под личиной нищих, достигает Тороси и там получает дальнейшие инструкции от друга Алана — Нила Роя МакРоба.
Продолжая путешествие, Дэвид встречает Рыжего Лиса. В этот самый момент неизвестный выстрелом из засады убивает Кэмпбелла, Дэвид понимает, что его подозревают в соучастии, и во время бегства случайно сталкивается с Аланом. Он считает, что Алан соучастник убийства, но тот всё отрицает. Друзья отправляются через пустоши к дому Джемса Стюарта Глена, прячась в пути от королевских солдат. После ряда приключений они переправляются через залив Ферт-оф-Форт. Адвокат Ранкиллер соглашается помочь Дэвиду получить наследство. Он рассказывает, что отец и дядя Дэвида когда-то поссорились из-за женщины и заключили соглашение: один получил женщину (в их браке потом родился Дэвид) и провёл жизнь в бедности, второй получил поместье, но теперь, после смерти брата, не имеет на него прав.
Дэвид, Алан и Ранкиллер добираются до Шоса. Алан добивается от Эбенезера признания в организации похищения племянника, Дэвид и адвокат, слушавшие это из укрытия, выходят и грозят Бэлфуру-старшему судом. Тот соглашается до конца жизни выплачивать племяннику две трети дохода от имения. В конце романа пути героев расходятся: Алан возвращается во Францию, а Дэвид направляется в банк.

## Создание и публикация
По словам биографа Стивенсона Ричарда Олдингтона, писатель начал работу над «Похищенным» «только ради денег, без всякого интереса», изначально предполагая, что это будет «роман с продолжением». Однако роман «вдруг ожил и оказался хорош как для журнала, так и в виде отдельной книги». В работе над романом проявился интерес Стивенсона к своей родословной и к семейным преданиям: фамилия главного героя, Бэлфур, — девичья фамилия матери автора. Действие книги происходит в местах, хорошо знакомых писателю. Некоторые детали, имевшие значение для повествования, Стивенсон прояснял в переписке с отцом и одним из двоюродных братьев.
«Похищенный» написан на английском языке с включением диалогов на скотс (языке, распространённом в равнинной Шотландии — Лоуленде). События, происходящие в романе, относятся к 1751 году. Это время вскоре после последнего якобитского восстания, хорошо известное читателям романов Вальтера Скотта. Стивенсон представил в книге якобитскую версию Апинского убийства, перенеся это событие на год назад. В предисловии он предупредил читателя, что историческая точность не была его главной целью.
Впервые роман был опубликован в журнале Young Folks, где выходил отдельными главами с мая по июль 1886 года; издатель платил автору 30 шиллингов за каждую тысячу слов. В том же году вышло отдельное книжное издание. Спустя семь лет Стивенсон написал продолжение — роман «Катриона», изначально называвшийся «Дэвид Бэлфур» (1893).

## Оценки и значение
«Похищенный» имел успех у читателей (сначала в Великобритании, затем в США), и это позволило Стивенсону впервые в жизни обрести финансовую независимость. Роман высоко оценивают литературоведы, отмечая, что он вышел спустя всего полгода после «Странной истории доктора Джекила и мистера Хайда». «Два произведения, столь различные по своей сути, редко выходили из-под пера одного и того же автора даже в гораздо более продолжительные промежутки времени», — написал об этом биограф Стивенсона Стивен Гвинн. Олдингтон констатирует, что автор «Похищенного» явно испытывал влияние Скотта и Даниэля Дефо, но всё же создал оригинальную книгу.
«Похищенного» высоко оценивали Генри Джеймс, Хорхе Луис Борхес, Хилари Мантел. Этот роман относят к наиболее значительным произведениям Стивенсона.
Литературный критик Лесли Фидлер предположил, что объединяющей «мифической концепцией» в нескольких книгах Стивенсона, включая «Похищенного», является то, что можно было бы назвать «Любимым негодяем» или «Дьяволом как ангелом», «красотой зла». Разбойник в данном случае Алан, «мятежник, дезертир, возможно, убийца… без малейшего признака христианской морали».
«Похищенный» стал литературной основой для как минимум пяти художественных фильмов (1917, 1938, 1960, 1968, 1971) и трёх телевизионных картин с тем же названием (1978, 1995, 2005). В 2004 году на Корстофайн-роуд в Эдинбурге, где расходятся пути Дэвида и Аллана, были установлены их статуи работы Александра Стоддарта. Когда Эдинбург стал первым литературным городом ЮНЕСКО, три разных издания книги были размещены в свободном доступе в общественных местах по всему городу. В течение февраля 2007 года таким образом было распространено 25 тысяч экземпляров романа. В том же году увидела свет графическая версия книги, созданная Аланом Грантом и Кэмом Кеннеди. Она была переведена на шотландский и шотландско-гэльский языки.